# Mohamed Salah
Mohamed Salah Hamed Mahrous Ghaly, detto Momo (AFI: [mæˈħam.mæd sˤɑˈlɑːħ ˈɣæːli]; in arabo محمد صلاح حامد محروس غالي‎?; Basyoun, 15 giugno 1992), è un calciatore egiziano, attaccante del Liverpool e della nazionale egiziana, di cui è capitano.
È considerato uno dei migliori calciatori africani di tutti i tempi, nonché tra i più forti attaccanti della sua generazione.

## Vita Privata
Ha sposato Magi Sadiq il 17 dicembre 2013 nel villaggio di Nagrig vicino alla città di Basyoun in Egitto. La coppia ha due figlie, Makka, nata a Londra nel 2014 e chiamata così in onore alla città santa della Mecca, e Kayan, nata a Liverpool nel febbraio 2020.

## Caratteristiche tecniche
Considerato una delle migliori ali della storia del calcio, è un'ala destra, in possesso di una notevole velocità, a cui abbina ottime doti tecniche, che gli consentono di liberarsi con efficacia del diretto avversario. Predilige inserirsi in profondità partendo da destra, in modo da sfruttare il suo mancino. Può essere impiegato da trequartista, seconda punta o centravanti.

## Carriera

### Club

#### Gli inizi

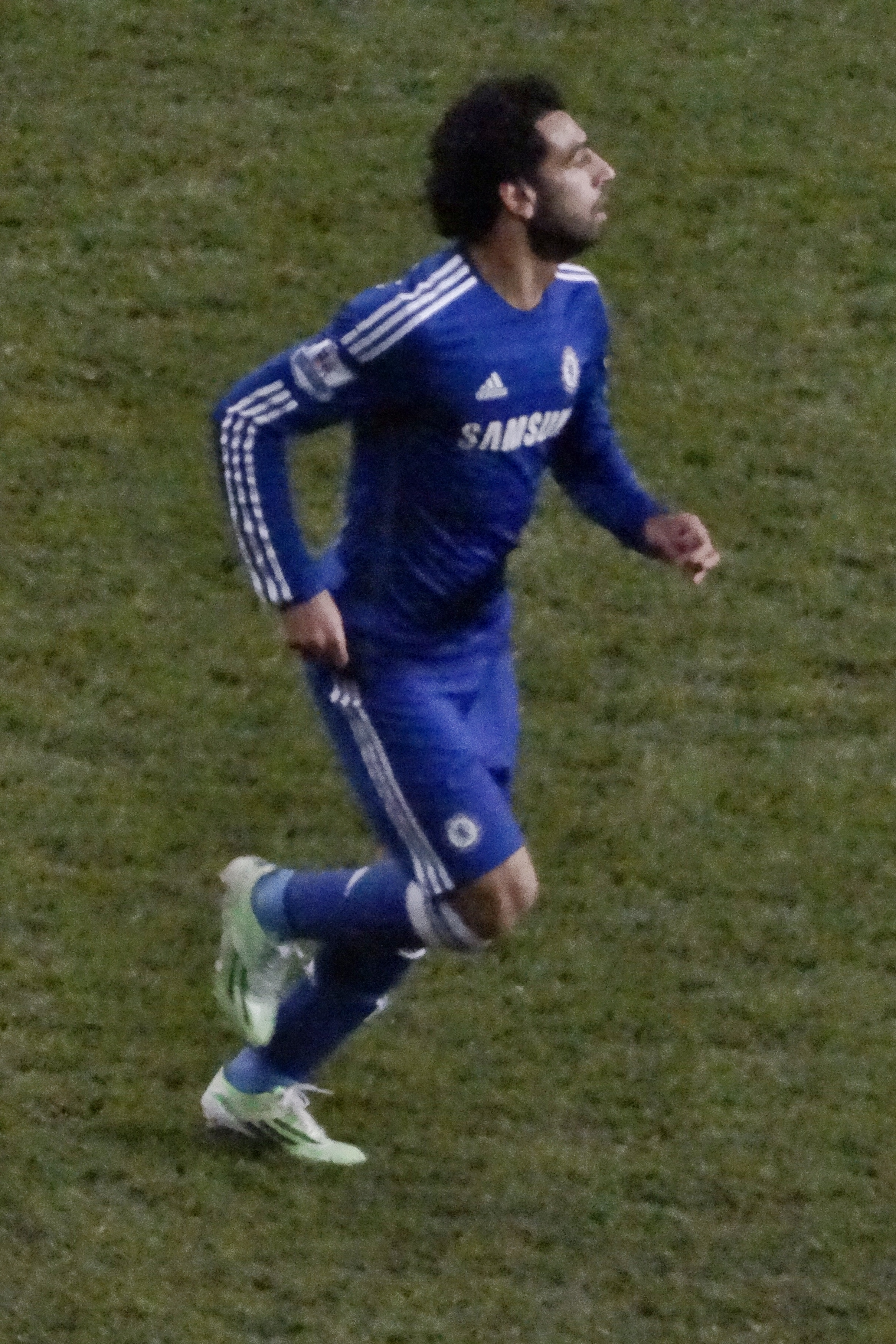
Salah al nel 2015

Inizia a giocare a calcio nelle giovanili dell'Al-Mokawloon, che nel 2010 lo aggrega alla prima squadra. Complice anche la sospensione del campionato egiziano, il 10 aprile 2012 il Basilea ne ufficializza il tesseramento a titolo definitivo dal successivo 1º luglio.
Dopo essersi messo in evidenza con la maglia del Basilea, il 23 gennaio 2014 lascia gli svizzeri – con cui ha vinto un campionato nel 2013 – trasferendosi al Chelsea in cambio di 15 milioni di euro. Esordisce in Premier League l'8 febbraio contro il Newcastle Utd, subentrando al 78' al posto di Willian. Mette a segno la sua prima rete in campionato il 22 marzo contro l'Arsenal (6-0).

#### Prestito alla Fiorentina
Non trovando spazio in squadra, il 2 febbraio 2015 si trasferisce in prestito alla Fiorentina, con possibilità di rinnovo anche per la stagione successiva con un pagamento di 1 milione di euro e di acquisto definitivo per una cifra fissata di 15 milioni. Come numero di maglia sceglie il 74, in onore delle vittime della strage di Port Said.
Esordisce in Serie A l'8 febbraio in Fiorentina-Atalanta (3-2), subentrando al 65' al posto di Joaquín. Il 5 marzo 2015, nella partita di andata della semifinale di Coppa Italia, la sua doppietta consente ai viola di espugnare il campo della Juventus (2-1), imbattuta nel proprio stadio dal 2013; tuttavia non basterà per passare il turno, in quanto i bianconeri si imporrano per 3-0 nella partita di ritorno. A fine stagione la Fiorentina versa la cifra concordata per esercitare la clausola per il riscatto del calciatore, ma una scrittura privata permette a Salah di liberarsi unilateralmente dal club. La Fiorentina però non la ritiene valida e minaccia azioni legali.

#### Roma
Dopo una lunga trattativa, il 6 agosto 2015 il Chelsea cede Salah alla Roma per 5 milioni di euro, con la formula del prestito con opzione per il riscatto (fissato a 15,5 milioni di euro e avvenuto un anno dopo). Esordisce con i giallorossi il 22 agosto contro il Verona (1-1). Esce al 65', venendo sostituito da Iago Falque. Mette a segno la sua prima rete in campionato il 20 settembre contro il Sassuolo (2-2 il finale). Termina la stagione segnando 15 reti in 42 incontri. Il 6 novembre 2016 mette a segno una tripletta contro il Bologna (3-0).

#### Liverpool

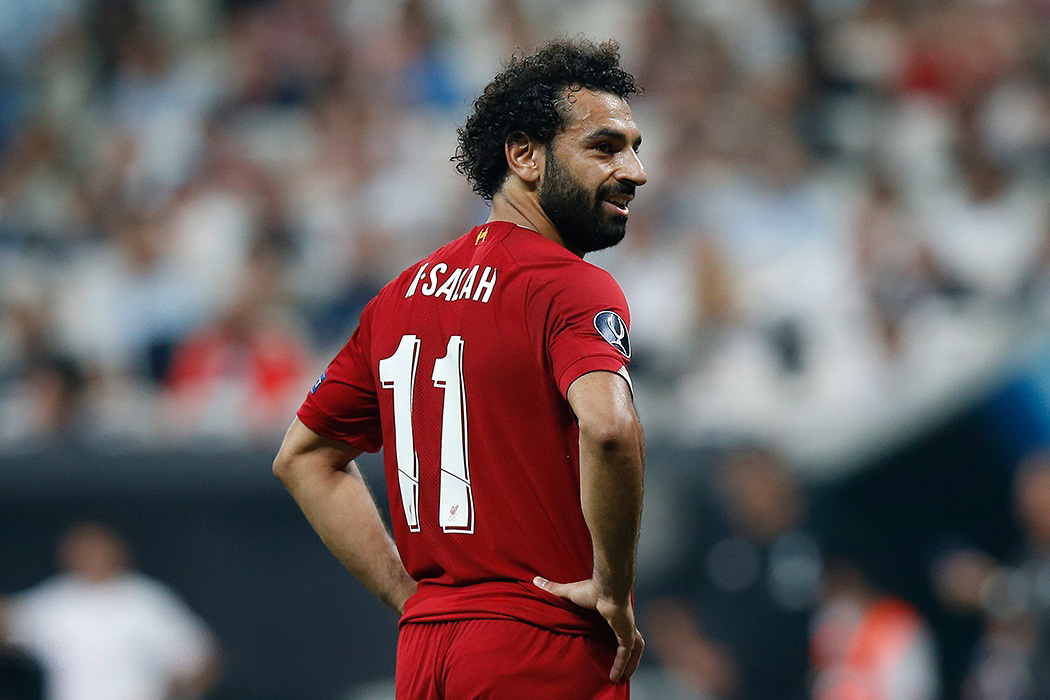
Salah nella sfida di Supercoppa UEFA 2019

Il 20 giugno 2017 viene ufficializzato il suo trasferimento al Liverpool, siglando un contratto dalla durata di cinque anni con il club inglese che prevede il versamento iniziale di un corrispettivo pari a £ 36,5 milioni (circa 42 milioni di euro), più un'aggiunta variabile di un bonus di 7 milioni di sterline legata al verificarsi di determinate condizioni sportive; la spesa finale, pari a 50 milioni di euro, lo ha reso l'affare più costoso nella storia dei Reds fino all'anno dopo in cui questa cifra è stata a sua volta superata – battendo il primato detenuto in precedenza dall'acquisto per 35 milioni di Andy Carroll nel 2011. Sceglie peraltro di indossare la maglia numero 11, nel frattempo lasciata libera da Roberto Firmino.
Termina la stagione – conclusa con la sconfitta per 3-1 in finale di Champions League contro il Real Madrid, in cui a seguito di uno scontro di gioco con Sergio Ramos, si infortuna alla spalla ed è costretto a lasciare il campo dopo 30 minuti – con 44 reti e 16 assist in 52 presenze complessive, di cui 32 in campionato (tra cui una quaterna nella gara vinta 5-0 contro il Watford), diventando capocannoniere del torneo.
Con 22 gol realizzati in 37 apparizioni complessive, nel 2019 è capocannoniere della Premier League per la seconda volta consecutiva, a pari merito con Sadio Mané e Pierre-Emerick Aubameyang. Il 1º giugno 2019 diventa campione d'Europa dopo la vittoria del Liverpool per 2-0 sul Tottenham, nella finale di UEFA Champions League disputata al Wanda Metropolitano di Madrid, sbloccando l'incontro dopo un minuto su calcio di rigore. Nello stesso anno vince la Supercoppa UEFA contro il Chelsea e la Coppa del mondo per club FIFA. Nel 2020 la squadra vince il campionato, a trent'anni di distanza dall'ultimo successo.
Il 24 ottobre 2021 segna una tripletta all'Old Trafford contro il Manchester Utd (0-5 il finale), diventando il miglior marcatore africano del campionato inglese, superando il precedente record di Didier Drogba (104 reti in Premier League). A fine stagione vince la FA Cup e la Carabao Cup. A livello individuale, vince per la terza volta la classifica marcatori con 23 gol, a pari merito con Son Heung-min. Con la doppietta segnata il 5 marzo 2023 nella vittoria per 7-0 contro il Manchester United tocca quota 129 gol segnati in 205 partite con la maglia dei Reds, diventandone il miglior marcatore di tutti i tempi in Premier League.
L'8 marzo 2025 con la doppietta realizzata contro il Southampton, con 184 gol segnati diventa il miglior marcatore straniero nella storia della Premier League raggiungendo Sergio Aguero.
L'11 aprile 2025 firma per altri due anni con in Liverpool, quindi fino al 2027.

### Nazionale
Dopo aver preso parte con la rappresentativa giovanile ai Mondiali Under-20 2011, organizzati in Colombia, dove colleziona quattro presenze e segna un gol nella partita persa per 2-1 con l'Argentina, il 3 settembre 2011 esordisce in nazionale in Sierra Leone-Egitto (2-1), gara valida per le qualificazioni alla Coppa d'Africa 2012. Mette a segno la sua prima rete in nazionale l'8 ottobre 2011 contro il Niger (3-0). Nel 2012 prende parte alle Olimpiadi di Londra con la selezione olimpica.

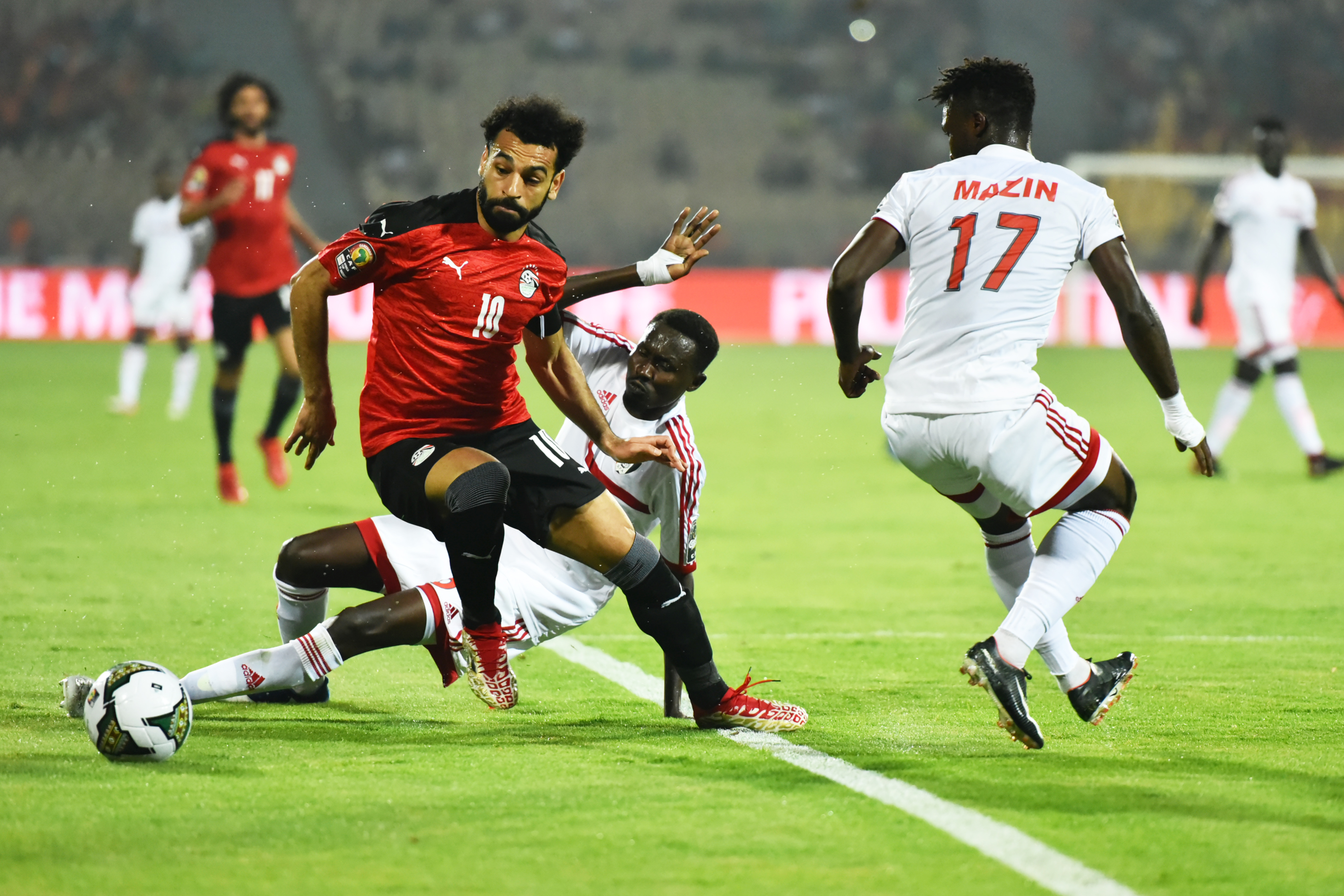
Salah in azione con la maglia dell'Egitto, nella partita giocata contro il nella fase a gironi della Coppa d'Africa 2021

Il 4 gennaio 2017 il CT Héctor Cúper lo inserisce nella lista dei 23 convocati per la fase finale della Coppa d'Africa 2017. Il 25 gennaio mette a segno il gol decisivo che permette all'Egitto di prevalere sul Ghana nella terza partita della fase a gironi. Il 1º febbraio è autore del provvisorio 1-0 nella semifinale contro il Burkina Faso, sfida che si concluderà con la vittoria dell'Egitto per 4-3 ai tiri di rigore, dopo che i tempi supplementari si erano chiusi sul punteggio di 1-1, e in cui peraltro è tra i giocatori che riescono a mettere a segno il proprio tentativo dagli undici metri, accedendo alla finale, poi persa per 2-1 dai faraoni contro il Camerun.
L'8 ottobre 2017 una sua doppietta contro la Rep. del Congo determina la partecipazione della squadra ai Mondiali 2018, a 27 anni dall'ultima apparizione degli egiziani in una fase finale del torneo (Italia 1990). Il 4 giugno 2018 viene incluso nella rosa dei 23 convocati per la fase finale del Mondiale. Dopo essersi ristabilito dall'infortunio patito nella finale di UEFA Champions League, esordisce nel torneo nella seconda partita della fase a gironi, giocata a San Pietroburgo e persa 3-1 contro la Russia, andando a segno su calcio di rigore. L'Egitto è però aritmeticamente eliminato dalla competizione al termine della partita, avendo perso anche il primo incontro. Mette a segno un'altra rete nella terza gara del girone contro l'Arabia Saudita, vinta 2-1 dagli avversari.
L'11 giugno 2019 viene incluso dal CT Javier Aguirre nella lista definitiva dei 23 convocati per la fase finale della Coppa d'Africa 2019, disputata in Egitto. Mette a segno 2 reti contro Congo e Uganda nella fase a gironi, tuttavia il cammino della squadra si interrompe agli ottavi di finale contro il Sudafrica.
Nel 2021 viene nominato capitano della squadra dal CT Hossam El Badry. Il 29 dicembre viene incluso dal CT Carlos Queiroz nella lista definitiva dei 25 convocati per la fase finale della Coppa d'Africa 2021, dove l'Egitto viene sconfitto in finale dal Senegal ai tiri di rigore.
Il 30 dicembre 2023 viene incluso dal CT Rui Vitória nella rosa dei 27 convocati per la fase finale della Coppa d'Africa 2023, disputata in Costa d'Avorio. Dopo essere andato a segno all'esordio contro il Mozambico, nella successiva gara giocata contro il Ghana subisce un infortunio che gli fa saltare il resto della competizione. L'Egitto verrà eliminato agli ottavi di finale dalla RD del Congo ai calci di rigore.
Il 10 giugno 2024 raggiunge quota 100 presenze con l'Egitto nella sfida pareggiata 1-1 contro la Guinea-Bissau, in cui ha realizzato la rete degli egiziani.

## Immagine pubblica
Dal marzo 2018 è testimonial Vodafone in Egitto. La società regalò ai propri clienti residenti in Egitto 11 minuti di chiamate gratis per ogni gol segnato del calciatore fino alla fine del campionato. Ha un accordo di sponsorizzazione con Adidas, fornitore di abbigliamento sportivo e attrezzature.
Nel gennaio 2019 una nuova specie di formica, la Meranoplus Mosalahi, fu chiamata così in suo onore. La scoperta fu fatta dal professore della King Saud University in Arabia Saudita, Mostafa Sharaf, durante una spedizione in Oman. Nel mese di aprile fu inserito dalla rivista Time tra le 100 persone più influenti del 2019, ottenendo la copertina della categoria Titani. Nel mese di ottobre fu eletto Uomo dell'anno dalla rivista GQ Middle East, per cui realizzò un servizio fotografico insieme alla modella Alessandra Ambrosio. Le immagini ricevettero però critiche da parte del mondo islamico, che le definirono oscene.

### Beneficenza
Nel marzo del 2018 ha donato 560 000 euro all'ospedale pediatrico 57357 de Il Cairo, per aiutare i bambini malati di cancro al midollo osseo. Altri 450 000 dollari sono stati donati al villaggio di Nagrig, per costruire un impianto di potabilizzazione dell'acqua e un sistema di irrigazione per i campi.

## Statistiche
Tra club, nazionale maggiore e nazionali giovanili, Mohamed Salah ha collezionato 784 presenze segnando 392 reti, con una media di 0.50 gol a partita.

### Presenze e reti nei club
Statistiche aggiornate al 16 agosto 2025.
| Stagione            | Squadra             | Campionato          | Campionato | Campionato | Coppe nazionali | Coppe nazionali | Coppe nazionali | Coppe continentali | Coppe continentali | Coppe continentali | Altre coppe | Altre coppe | Altre coppe | Totale | Totale |
| Stagione            | Squadra             | Comp                | Pres       | Reti       | Comp            | Pres            | Reti            | Comp               | Pres               | Reti               | Comp        | Pres        | Reti        | Pres   | Reti   |
| ------------------- | ------------------- | ------------------- | ---------- | ---------- | --------------- | --------------- | --------------- | ------------------ | ------------------ | ------------------ | ----------- | ----------- | ----------- | ------ | ------ |
| 2009-2010           | Al-Mokawloon        | PL                  | 3          | 0          | CE              | 2               | 0               | -                  | -                  | -                  | -           | -           | -           | 5      | 0      |
| 2010-2011           | Al-Mokawloon        | PL                  | 21         | 4          | CE              | 4               | 1               | -                  | -                  | -                  | -           | -           | -           | 25     | 5      |
| 2011-2012           | Al-Mokawloon        | PL                  | 15         | 7          | -               | -               | -               | -                  | -                  | -                  | -           | -           | -           | 15     | 7      |
| Totale Al-Mokawloon | Totale Al-Mokawloon | Totale Al-Mokawloon | 39         | 11         |                 | 6               | 1               |                    | -                  | -                  |             | -           | -           | 45     | 12     |
| 2012-2013           | Basilea             | SL                  | 29         | 5          | CS              | 5               | 3               | UCL+UEL            | 2+14               | 0+2                | -           | -           | -           | 50     | 10     |
| 2013-gen. 2014      | Basilea             | SL                  | 18         | 4          | CS              | 1               | 1               | UCL                | 10                 | 5                  | -           | -           | -           | 29     | 10     |
| Totale Basilea      | Totale Basilea      | Totale Basilea      | 47         | 9          |                 | 6               | 4               |                    | 26                 | 7                  |             | -           | -           | 79     | 20     |
| gen.-giu. 2014      | Chelsea             | PL                  | 10         | 2          | FACup+CdL       | 1+0             | 0               | UCL                | 0                  | 0                  | SU          | 0           | 0           | 11     | 2      |
| 2014-gen. 2015      | Chelsea             | PL                  | 3          | 0          | FACup+CdL       | 1+2             | 0               | UCL                | 2                  | 0                  | -           | -           | -           | 8      | 0      |
| Totale Chelsea      | Totale Chelsea      | Totale Chelsea      | 13         | 2          |                 | 4               | 0               |                    | 2                  | 0                  |             | 0           | 0           | 19     | 2      |
| gen.-giu. 2015      | Fiorentina          | A                   | 16         | 6          | CI              | 2               | 2               | UEL                | 8                  | 1                  | -           | -           | -           | 26     | 9      |
| 2015-2016           | Roma                | A                   | 34         | 14         | CI              | 1               | 0               | UCL                | 7                  | 1                  | -           | -           | -           | 42     | 15     |
| 2016-2017           | Roma                | A                   | 31         | 15         | CI              | 2               | 2               | UCL+UEL            | 2+6                | 0+2                | -           | -           | -           | 41     | 19     |
| Totale Roma         | Totale Roma         | Totale Roma         | 65         | 29         |                 | 3               | 2               |                    | 15                 | 3                  |             | -           | -           | 83     | 34     |
| 2017-2018           | Liverpool           | PL                  | 36         | 32         | FACup+CdL       | 1+0             | 1               | UCL                | 15                 | 11                 | -           | -           | -           | 52     | 44     |
| 2018-2019           | Liverpool           | PL                  | 38         | 22         | FACup+CdL       | 1+1             | 0               | UCL                | 12                 | 5                  | -           | -           | -           | 52     | 27     |
| 2019-2020           | Liverpool           | PL                  | 34         | 19         | FACup+CdL       | 2+0             | 0               | UCL                | 8                  | 4                  | CS+SU+Cmc   | 1+1+2       | 0           | 48     | 23     |
| 2020-2021           | Liverpool           | PL                  | 37         | 22         | FACup+CdL       | 2+1             | 3+0             | UCL                | 10                 | 6                  | CS          | 1           | 0           | 51     | 31     |
| 2021-2022           | Liverpool           | PL                  | 35         | 23         | FACup+CdL       | 2+1             | 0               | UCL                | 13                 | 8                  | -           | -           | -           | 51     | 31     |
| 2022-2023           | Liverpool           | PL                  | 38         | 19         | FACup+CdL       | 3+1             | 1+1             | UCL                | 8                  | 8                  | CS          | 1           | 1           | 51     | 30     |
| 2023-2024           | Liverpool           | PL                  | 32         | 18         | FACup+CdL       | 1+2             | 1+1             | UEL                | 9                  | 5                  | -           | -           | -           | 44     | 25     |
| 2024-2025           | Liverpool           | PL                  | 38         | 29         | FACup+CdL       | 0+5             | 0+2             | UCL                | 9                  | 3                  | -           | -           | -           | 52     | 34     |
| 2025-2026           | Liverpool           | PL                  | 1          | 1          | FACup+CdL       | 0               | 0               | UCL                | 0                  | 0                  | CS          | 1           | 0           | 2      | 1      |
| Totale Liverpool    | Totale Liverpool    | Totale Liverpool    | 289        | 185        |                 | 23              | 10              |                    | 84                 | 50                 |             | 7           | 1           | 403    | 246    |
| Totale carriera     | Totale carriera     | Totale carriera     | 469        | 242        |                 | 44              | 19              |                    | 135                | 61                 |             | 7           | 1           | 655    | 323    |

### Cronologia presenze e reti in nazionale
| Cronologia completa delle presenze e delle reti in nazionale ― Egitto | Cronologia completa delle presenze e delle reti in nazionale ― Egitto | Cronologia completa delle presenze e delle reti in nazionale ― Egitto | Cronologia completa delle presenze e delle reti in nazionale ― Egitto | Cronologia completa delle presenze e delle reti in nazionale ― Egitto | Cronologia completa delle presenze e delle reti in nazionale ― Egitto | Cronologia completa delle presenze e delle reti in nazionale ― Egitto | Cronologia completa delle presenze e delle reti in nazionale ― Egitto |
| Data                                                                  | Città                                                                 | In casa                                                               | Risultato                                                             | Ospiti                                                                | Competizione                                                          | Reti                                                                  | Note                                                                  |
| --------------------------------------------------------------------- | --------------------------------------------------------------------- | --------------------------------------------------------------------- | --------------------------------------------------------------------- | --------------------------------------------------------------------- | --------------------------------------------------------------------- | --------------------------------------------------------------------- | --------------------------------------------------------------------- |
| 3-9-2011                                                              | Freetown                                                              | Sierra Leone                                                          | 2 – 1                                                                 | Egitto                                                                | Qual. Coppa d'Africa 2012                                             | -                                                                     | 90+3’                                                                 |
| 8-10-2011                                                             | Il Cairo                                                              | Egitto                                                                | 3 – 0                                                                 | Niger                                                                 | Qual. Coppa d'Africa 2012                                             | 1                                                                     |                                                                       |
| 27-2-2012                                                             | Doha                                                                  | Egitto                                                                | 5 – 0                                                                 | Kenya                                                                 | Amichevole                                                            | 1                                                                     | 63’                                                                   |
| 29-2-2012                                                             | Doha                                                                  | Egitto                                                                | 1 – 0                                                                 | Niger                                                                 | Amichevole                                                            | -                                                                     | 75’                                                                   |
| 2-3-2012                                                              | Doha                                                                  | Egitto                                                                | 0 – 0                                                                 | RD del Congo                                                          | Amichevole                                                            | -                                                                     | 59’                                                                   |
| 29-3-2012                                                             | Omdurman                                                              | Egitto                                                                | 2 – 1                                                                 | Uganda                                                                | Amichevole                                                            | 1                                                                     | 59’                                                                   |
| 31-3-2012                                                             | Omdurman                                                              | Egitto                                                                | 4 – 0                                                                 | Ciad                                                                  | Amichevole                                                            | 1                                                                     | 71’                                                                   |
| 11-5-2012                                                             | Tripoli                                                               | Libano                                                                | 1 – 4                                                                 | Egitto                                                                | Amichevole                                                            | -                                                                     |                                                                       |
| 20-5-2012                                                             | Omdurman                                                              | Egitto                                                                | 2 – 1                                                                 | Camerun                                                               | Amichevole                                                            | -                                                                     | 46’                                                                   |
| 22-5-2012                                                             | Omdurman                                                              | Egitto                                                                | 3 – 0                                                                 | Togo                                                                  | Amichevole                                                            | 2                                                                     |                                                                       |
| 1-6-2012                                                              | Alessandria d'Egitto                                                  | Egitto                                                                | 2 – 0                                                                 | Mozambico                                                             | Qual. Mondiali 2014                                                   | -                                                                     |                                                                       |
| 10-6-2012                                                             | Conakry                                                               | Guinea                                                                | 2 – 3                                                                 | Egitto                                                                | Qual. Mondiali 2014                                                   | 1                                                                     |                                                                       |
| 15-6-2012                                                             | Alessandria d'Egitto                                                  | Egitto                                                                | 2 – 3                                                                 | Rep. Centrafricana                                                    | Qual. Coppa d'Africa 2013                                             | 1                                                                     |                                                                       |
| 30-6-2012                                                             | Bangui                                                                | Rep. Centrafricana                                                    | 1 – 1                                                                 | Egitto                                                                | Qual. Coppa d'Africa 2013                                             | -                                                                     | 72’                                                                   |
| 12-10-2012                                                            | Dubai                                                                 | Egitto                                                                | 3 – 0                                                                 | Rep. del Congo                                                        | Amichevole                                                            | -                                                                     |                                                                       |
| 16-10-2012                                                            | Abu Dhabi                                                             | Egitto                                                                | 0 – 1                                                                 | Tunisia                                                               | Amichevole                                                            | -                                                                     |                                                                       |
| 14-11-2012                                                            | Tbilisi                                                               | Georgia                                                               | 0 – 0                                                                 | Egitto                                                                | Amichevole                                                            | -                                                                     |                                                                       |
| 6-2-2013                                                              | Madrid                                                                | Cile                                                                  | 2 – 1                                                                 | Egitto                                                                | Amichevole                                                            | 1                                                                     |                                                                       |
| 22-3-2013                                                             | Alessandria d'Egitto                                                  | Egitto                                                                | 10 – 0                                                                | Swaziland                                                             | Amichevole                                                            | 2                                                                     |                                                                       |
| 26-3-2013                                                             | Alessandria d'Egitto                                                  | Egitto                                                                | 2 – 1                                                                 | Zimbabwe                                                              | Qual. Mondiali 2014                                                   | -                                                                     |                                                                       |
| 9-6-2013                                                              | Harare                                                                | Zimbabwe                                                              | 2 – 4                                                                 | Egitto                                                                | Qual. Mondiali 2014                                                   | 3                                                                     |                                                                       |
| 16-6-2013                                                             | Maputo                                                                | Mozambico                                                             | 0 – 1                                                                 | Egitto                                                                | Qual. Mondiali 2014                                                   | 1                                                                     |                                                                       |
| 14-8-2013                                                             | El Gouna                                                              | Egitto                                                                | 3 – 0                                                                 | Uganda                                                                | Amichevole                                                            | 1                                                                     | 72’                                                                   |
| 10-9-2013                                                             | El Gouna                                                              | Egitto                                                                | 4 – 2                                                                 | Guinea                                                                | Qual. Mondiali 2014                                                   | 1                                                                     |                                                                       |
| 15-10-2013                                                            | Kumasi                                                                | Ghana                                                                 | 6 – 1                                                                 | Egitto                                                                | Qual. Mondiali 2014                                                   | -                                                                     |                                                                       |
| 14-11-2013                                                            | Il Cairo                                                              | Egitto                                                                | 2 – 0                                                                 | Zambia                                                                | Amichevole                                                            | -                                                                     | 46’                                                                   |
| 19-11-2013                                                            | Il Cairo                                                              | Egitto                                                                | 2 – 1                                                                 | Ghana                                                                 | Qual. Mondiali 2014                                                   | -                                                                     |                                                                       |
| 5-3-2014                                                              | Innsbruck                                                             | Bosnia ed Erzegovina                                                  | 0 – 2                                                                 | Egitto                                                                | Amichevole                                                            | 1                                                                     | 90’                                                                   |
| 30-5-2014                                                             | Santiago del Cile                                                     | Cile                                                                  | 3 – 2                                                                 | Egitto                                                                | Amichevole                                                            | 1                                                                     |                                                                       |
| 4-6-2014                                                              | Londra                                                                | Giamaica                                                              | 2 – 2                                                                 | Egitto                                                                | Amichevole                                                            | -                                                                     |                                                                       |
| 5-9-2014                                                              | Dakar                                                                 | Senegal                                                               | 2 – 0                                                                 | Egitto                                                                | Qual. Coppa d'Africa 2015                                             | -                                                                     |                                                                       |
| 10-9-2014                                                             | Il Cairo                                                              | Egitto                                                                | 0 – 1                                                                 | Tunisia                                                               | Qual. Coppa d'Africa 2015                                             | -                                                                     |                                                                       |
| 10-10-2014                                                            | Gaborone                                                              | Botswana                                                              | 0 – 2                                                                 | Egitto                                                                | Qual. Coppa d'Africa 2015                                             | 1                                                                     |                                                                       |
| 15-10-2014                                                            | Il Cairo                                                              | Egitto                                                                | 2 – 0                                                                 | Botswana                                                              | Qual. Coppa d'Africa 2015                                             | 1                                                                     |                                                                       |
| 15-11-2014                                                            | Il Cairo                                                              | Egitto                                                                | 0 – 1                                                                 | Senegal                                                               | Qual. Coppa d'Africa 2015                                             | -                                                                     |                                                                       |
| 19-11-2014                                                            | Monastir                                                              | Tunisia                                                               | 2 – 1                                                                 | Egitto                                                                | Qual. Coppa d'Africa 2015                                             | 1                                                                     |                                                                       |
| 26-3-2015                                                             | Il Cairo                                                              | Egitto                                                                | 2 – 0                                                                 | Guinea Equatoriale                                                    | Amichevole                                                            | -                                                                     | 84’                                                                   |
| 14-6-2015                                                             | Alessandria d'Egitto                                                  | Egitto                                                                | 3 – 0                                                                 | Tanzania                                                              | Qual. Coppa d'Africa 2017                                             | 1                                                                     | 83’                                                                   |
| 6-9-2015                                                              | N'Djamena                                                             | Ciad                                                                  | 1 – 5                                                                 | Egitto                                                                | Qual. Coppa d'Africa 2017                                             | 1                                                                     |                                                                       |
| 11-10-2015                                                            | Abu Dhabi                                                             | Egitto                                                                | 3 – 0                                                                 | Zambia                                                                | Amichevole                                                            | -                                                                     | 83’                                                                   |
| 25-3-2016                                                             | Kaduna                                                                | Nigeria                                                               | 1 – 1                                                                 | Egitto                                                                | Qual. Coppa d'Africa 2017                                             | 1                                                                     |                                                                       |
| 29-3-2016                                                             | Alessandria d'Egitto                                                  | Egitto                                                                | 1 – 0                                                                 | Nigeria                                                               | Qual. Coppa d'Africa 2017                                             | -                                                                     |                                                                       |
| 4-6-2016                                                              | Dar es Salaam                                                         | Tanzania                                                              | 0 – 2                                                                 | Egitto                                                                | Qual. Coppa d'Africa 2017                                             | 2                                                                     |                                                                       |
| 6-9-2016                                                              | Johannesburg                                                          | Sudafrica                                                             | 1 – 0                                                                 | Egitto                                                                | Amichevole                                                            | -                                                                     |                                                                       |
| 9-10-2016                                                             | Brazzaville                                                           | Rep. del Congo                                                        | 1 – 2                                                                 | Egitto                                                                | Qual. Mondiali 2018                                                   | 1                                                                     |                                                                       |
| 13-11-2016                                                            | Alessandria d'Egitto                                                  | Egitto                                                                | 2 – 0                                                                 | Ghana                                                                 | Qual. Mondiali 2018                                                   | 1                                                                     |                                                                       |
| 8-1-2017                                                              | Il Cairo                                                              | Egitto                                                                | 1 – 0                                                                 | Tunisia                                                               | Amichevole                                                            | -                                                                     | 68’                                                                   |
| 17-1-2017                                                             | Port-Gentil                                                           | Mali                                                                  | 0 – 0                                                                 | Egitto                                                                | Coppa d'Africa 2017 - 1º turno                                        | -                                                                     | 67’ 70’                                                               |
| 21-1-2017                                                             | Port-Gentil                                                           | Egitto                                                                | 1 – 0                                                                 | Uganda                                                                | Coppa d'Africa 2017 - 1º turno                                        | -                                                                     |                                                                       |
| 25-1-2017                                                             | Port-Gentil                                                           | Egitto                                                                | 1 – 0                                                                 | Ghana                                                                 | Coppa d'Africa 2017 - 1º turno                                        | 1                                                                     |                                                                       |
| 29-1-2017                                                             | Port-Gentil                                                           | Egitto                                                                | 1 – 0                                                                 | Marocco                                                               | Coppa d'Africa 2017 - Quarti di finale                                | -                                                                     |                                                                       |
| 1-2-2017                                                              | Libreville                                                            | Burkina Faso                                                          | 1 – 1 dts (3 – 4 dtr)                                                 | Egitto                                                                | Coppa d'Africa 2017 - Semifinale                                      | 1                                                                     |                                                                       |
| 5-2-2017                                                              | Libreville                                                            | Egitto                                                                | 1 – 2                                                                 | Camerun                                                               | Coppa d'Africa 2017 - Finale                                          | -                                                                     |                                                                       |
| 11-6-2017                                                             | Radès                                                                 | Tunisia                                                               | 1 – 0                                                                 | Egitto                                                                | Qual. Coppa d'Africa 2019                                             | -                                                                     |                                                                       |
| 31-8-2017                                                             | Kampala                                                               | Uganda                                                                | 1 – 0                                                                 | Egitto                                                                | Qual. Mondiali 2018                                                   | -                                                                     |                                                                       |
| 5-9-2017                                                              | Alessandria d'Egitto                                                  | Egitto                                                                | 1 – 0                                                                 | Uganda                                                                | Qual. Mondiali 2018                                                   | 1                                                                     |                                                                       |
| 8-10-2017                                                             | Alessandria d'Egitto                                                  | Egitto                                                                | 2 – 1                                                                 | Rep. del Congo                                                        | Qual. Mondiali 2018                                                   | 2                                                                     |                                                                       |
| 23-3-2018                                                             | Zurigo                                                                | Portogallo                                                            | 2 – 1                                                                 | Egitto                                                                | Amichevole                                                            | 1                                                                     | 79’                                                                   |
| 19-6-2018                                                             | San Pietroburgo                                                       | Russia                                                                | 3 – 1                                                                 | Egitto                                                                | Mondiali 2018 - 1º turno                                              | 1                                                                     |                                                                       |
| 25-6-2018                                                             | Volgograd                                                             | Arabia Saudita                                                        | 2 – 1                                                                 | Egitto                                                                | Mondiali 2018 - 1º turno                                              | 1                                                                     |                                                                       |
| 8-9-2018                                                              | Alessandria d'Egitto                                                  | Egitto                                                                | 6 – 0                                                                 | Niger                                                                 | Qual. Coppa d'Africa 2019                                             | 2                                                                     |                                                                       |
| 12-10-2018                                                            | Il Cairo                                                              | Egitto                                                                | 4 – 1                                                                 | eSwatini                                                              | Qual. Coppa d'Africa 2019                                             | 1                                                                     |                                                                       |
| 16-11-2018                                                            | Alessandria d'Egitto                                                  | Egitto                                                                | 3 – 2                                                                 | Tunisia                                                               | Qual. Coppa d'Africa 2019                                             | 1                                                                     | 90+1’                                                                 |
| 16-6-2019                                                             | Alessandria d'Egitto                                                  | Egitto                                                                | 3 – 1                                                                 | Guinea                                                                | Amichevole                                                            | -                                                                     | 61’                                                                   |
| 21-6-2019                                                             | Il Cairo                                                              | Egitto                                                                | 1 – 0                                                                 | Zimbabwe                                                              | Coppa d'Africa 2019 - 1º turno                                        | -                                                                     |                                                                       |
| 26-6-2019                                                             | Il Cairo                                                              | Egitto                                                                | 2 – 0                                                                 | RD del Congo                                                          | Coppa d'Africa 2019 - 1º turno                                        | 1                                                                     |                                                                       |
| 30-6-2019                                                             | Il Cairo                                                              | Uganda                                                                | 0 – 2                                                                 | Egitto                                                                | Coppa d'Africa 2019 - 1º turno                                        | 1                                                                     |                                                                       |
| 6-7-2019                                                              | Il Cairo                                                              | Egitto                                                                | 0 – 1                                                                 | Sudafrica                                                             | Coppa d'Africa 2019 - Ottavi di finale                                | -                                                                     |                                                                       |
| 25-3-2021                                                             | Nairobi                                                               | Kenya                                                                 | 1 – 1                                                                 | Egitto                                                                | Qual. Coppa d'Africa 2021                                             | -                                                                     |                                                                       |
| 29-3-2021                                                             | Il Cairo                                                              | Egitto                                                                | 4 – 0                                                                 | Comore                                                                | Qual. Coppa d'Africa 2021                                             | 2                                                                     |                                                                       |
| 5-9-2021                                                              | Franceville                                                           | Gabon                                                                 | 1 – 1                                                                 | Egitto                                                                | Qual. Mondiali 2022                                                   | -                                                                     | Cap.                                                                  |
| 8-10-2021                                                             | Alessandria d'Egitto                                                  | Egitto                                                                | 1 – 0                                                                 | Libia                                                                 | Qual. Mondiali 2022                                                   | -                                                                     | Cap.                                                                  |
| 11-10-2021                                                            | Bengasi                                                               | Libia                                                                 | 0 – 3                                                                 | Egitto                                                                | Qual. Mondiali 2022                                                   | -                                                                     | Cap.                                                                  |
| 12-11-2021                                                            | Luanda                                                                | Angola                                                                | 2 – 2                                                                 | Egitto                                                                | Qual. Mondiali 2022                                                   | -                                                                     | Cap.                                                                  |
| 16-11-2021                                                            | Alessandria d'Egitto                                                  | Egitto                                                                | 2 – 1                                                                 | Gabon                                                                 | Qual. Mondiali 2022                                                   | -                                                                     | 59’                                                                   |
| 11-1-2022                                                             | Garoua                                                                | Nigeria                                                               | 1 – 0                                                                 | Egitto                                                                | Coppa d'Africa 2021 - 1º turno                                        | -                                                                     | Cap.                                                                  |
| 15-1-2022                                                             | Garoua                                                                | Guinea-Bissau                                                         | 0 – 1                                                                 | Egitto                                                                | Coppa d'Africa 2021 - 1º turno                                        | 1                                                                     | Cap.                                                                  |
| 19-1-2022                                                             | Yaoundé                                                               | Egitto                                                                | 1 – 0                                                                 | Sudan                                                                 | Coppa d'Africa 2021 - 1º turno                                        | -                                                                     | Cap.                                                                  |
| 26-1-2022                                                             | Douala                                                                | Costa d'Avorio                                                        | 0 – 0 dts (4 – 5 dtr)                                                 | Egitto                                                                | Coppa d'Africa 2021 - Ottavi di finale                                | -                                                                     | Cap.                                                                  |
| 30-1-2022                                                             | Yaoundé                                                               | Egitto                                                                | 2 – 1 dts                                                             | Marocco                                                               | Coppa d'Africa 2021 - Quarti di finale                                | 1                                                                     | Cap. 120+3’                                                           |
| 3-2-2022                                                              | Yaoundé                                                               | Camerun                                                               | 0 – 0 dts (1 – 3 dtr)                                                 | Egitto                                                                | Coppa d'Africa 2021 - Semifinale                                      | -                                                                     | Cap.                                                                  |
| 6-2-2022                                                              | Yaoundé                                                               | Senegal                                                               | 0 – 0 dts (4 – 2 dtr)                                                 | Egitto                                                                | Coppa d'Africa 2021 - Finale                                          | -                                                                     | Cap.                                                                  |
| 25-3-2022                                                             | Il Cairo                                                              | Egitto                                                                | 1 – 0                                                                 | Senegal                                                               | Qual. Mondiali 2022                                                   | -                                                                     | Cap.                                                                  |
| 29-3-2022                                                             | Dakar                                                                 | Senegal                                                               | 1 – 0 dts (3 – 1 dtr)                                                 | Egitto                                                                | Qual. Mondiali 2022                                                   | -                                                                     | Cap.                                                                  |
| 5-6-2022                                                              | Il Cairo                                                              | Egitto                                                                | 1 – 0                                                                 | Guinea                                                                | Qual. Coppa d'Africa 2023                                             | -                                                                     | Cap.                                                                  |
| 23-9-2022                                                             | Alessandria d'Egitto                                                  | Egitto                                                                | 3 – 0                                                                 | Nigeria                                                               | Amichevole                                                            | 2                                                                     | Cap.                                                                  |
| 18-11-2022                                                            | Al Kuwait                                                             | Belgio                                                                | 1 – 2                                                                 | Egitto                                                                | Amichevole                                                            | -                                                                     | Cap. 88’                                                              |
| 24-3-2023                                                             | Il Cairo                                                              | Egitto                                                                | 2 – 0                                                                 | Malawi                                                                | Qual. Coppa d'Africa 2023                                             | 1                                                                     | Cap.                                                                  |
| 28-3-2023                                                             | Lilongwe                                                              | Malawi                                                                | 0 – 4                                                                 | Egitto                                                                | Qual. Coppa d'Africa 2023                                             | 1                                                                     | Cap. 75’                                                              |
| 14-6-2023                                                             | Marrakech                                                             | Guinea                                                                | 1 – 2                                                                 | Egitto                                                                | Qual. Coppa d'Africa 2023                                             | -                                                                     | Cap.                                                                  |
| 12-9-2023                                                             | Il Cairo                                                              | Egitto                                                                | 1 – 3                                                                 | Tunisia                                                               | Amichevole                                                            | -                                                                     | Cap.                                                                  |
| 12-10-2023                                                            | al-'Ayn                                                               | Egitto                                                                | 1 – 0                                                                 | Zambia                                                                | Amichevole                                                            | -                                                                     | Cap. 90+12’                                                           |
| 16-10-2023                                                            | al-ʿAyn                                                               | Egitto                                                                | 1 – 1                                                                 | Algeria                                                               | Amichevole                                                            | -                                                                     | Cap.                                                                  |
| 16-11-2023                                                            | Il Cairo                                                              | Egitto                                                                | 6 – 0                                                                 | Gibuti                                                                | Qual. Mondiali 2026                                                   | 4                                                                     | Cap.                                                                  |
| 19-11-2023                                                            | Monrovia                                                              | Sierra Leone                                                          | 0 – 2                                                                 | Egitto                                                                | Qual. Mondiali 2026                                                   | -                                                                     | Cap.                                                                  |
| 7-1-2024                                                              | Il Cairo                                                              | Egitto                                                                | 2 – 0                                                                 | Tanzania                                                              | Amichevole                                                            | -                                                                     | Cap.                                                                  |
| 14-1-2024                                                             | Abidjan                                                               | Egitto                                                                | 2 – 2                                                                 | Mozambico                                                             | Coppa d'Africa 2023 - 1º turno                                        | 1                                                                     | Cap.                                                                  |
| 18-1-2024                                                             | Abidjan                                                               | Egitto                                                                | 2 – 2                                                                 | Ghana                                                                 | Coppa d'Africa 2023 - 1º turno                                        | -                                                                     | Cap. 45+2’                                                            |
| 6-6-2024                                                              | Il Cairo                                                              | Egitto                                                                | 2 – 1                                                                 | Burkina Faso                                                          | Qual. Mondiali 2026                                                   | -                                                                     | Cap.                                                                  |
| 10-6-2024                                                             | Bissau                                                                | Guinea-Bissau                                                         | 1 – 1                                                                 | Egitto                                                                | Qual. Mondiali 2026                                                   | 1                                                                     | Cap.                                                                  |
| 6-9-2024                                                              | Il Cairo                                                              | Egitto                                                                | 3 – 0                                                                 | Capo Verde                                                            | Qual. Coppa d'Africa 2025                                             | -                                                                     | Cap.                                                                  |
| 10-9-2024                                                             | Francistown                                                           | Botswana                                                              | 0 – 4                                                                 | Egitto                                                                | Qual. Coppa d'Africa 2025                                             | 1                                                                     | Cap. 75’                                                              |
| 11-10-2024                                                            | Il Cairo                                                              | Egitto                                                                | 2 – 0                                                                 | Mauritania                                                            | Qual. Coppa d'Africa 2025                                             | 1                                                                     | Cap. 90+2’                                                            |
| 21-3-2025                                                             | Casablanca                                                            | Etiopia                                                               | 0 – 2                                                                 | Egitto                                                                | Qual. Mondiali 2026                                                   | 1                                                                     | Cap.                                                                  |
| 25-3-2025                                                             | Il Cairo                                                              | Egitto                                                                | 1 – 0                                                                 | Sierra Leone                                                          | Qual. Mondiali 2026                                                   | -                                                                     | Cap.                                                                  |
| Totale                                                                |                                                                       | Presenze                                                              | 105                                                                   |                                                                       | Reti (2º posto)                                                       | 60                                                                    |                                                                       |

| Cronologia completa delle presenze e delle reti in nazionale ― Egitto olimpica | Cronologia completa delle presenze e delle reti in nazionale ― Egitto olimpica | Cronologia completa delle presenze e delle reti in nazionale ― Egitto olimpica | Cronologia completa delle presenze e delle reti in nazionale ― Egitto olimpica | Cronologia completa delle presenze e delle reti in nazionale ― Egitto olimpica | Cronologia completa delle presenze e delle reti in nazionale ― Egitto olimpica | Cronologia completa delle presenze e delle reti in nazionale ― Egitto olimpica | Cronologia completa delle presenze e delle reti in nazionale ― Egitto olimpica |
| Data                                                                           | Città                                                                          | In casa                                                                        | Risultato                                                                      | Ospiti                                                                         | Competizione                                                                   | Reti                                                                           | Note                                                                           |
| ------------------------------------------------------------------------------ | ------------------------------------------------------------------------------ | ------------------------------------------------------------------------------ | ------------------------------------------------------------------------------ | ------------------------------------------------------------------------------ | ------------------------------------------------------------------------------ | ------------------------------------------------------------------------------ | ------------------------------------------------------------------------------ |
| 26-7-2012                                                                      | Cardiff                                                                        | Brasile                                                                        | 3 – 2                                                                          | Egitto                                                                         | Olimpiadi 2012 - 1º turno                                                      | 1                                                                              | 46’                                                                            |
| 29-7-2012                                                                      | Manchester                                                                     | Egitto                                                                         | 1 – 1                                                                          | Nuova Zelanda                                                                  | Olimpiadi 2012 - 1º turno                                                      | 1                                                                              |                                                                                |
| 1-8-2012                                                                       | Glasgow                                                                        | Egitto                                                                         | 3 – 1                                                                          | Bielorussia                                                                    | Olimpiadi 2012 - 1º turno                                                      | 1                                                                              |                                                                                |
| 4-8-2012                                                                       | Newcastle                                                                      | Giappone                                                                       | 3 – 0                                                                          | Egitto                                                                         | Olimpiadi 2012 - Quarti di finale                                              | -                                                                              | 58’                                                                            |
| Totale                                                                         |                                                                                | Presenze                                                                       | 4                                                                              |                                                                                | Reti                                                                           | 3                                                                              |                                                                                |

### Record

#### Individuali
- Maggior numero di reti (186) segnate da un calciatore africano in Premier League.[118]
- Unico calciatore africano - assieme a Efan Ekoku e Yakubu - ad aver segnato una quaterna in Premier League.[119]
- Unico calciatore andato a segno in 24 partite[120] in una singola stagione di campionato.[119]
- Maggior numero di reti (10, esclusi i turni preliminari) segnate da un calciatore africano in una singola edizione di Champions League.[121]

#### Con il Liverpool
- Maggior numero di reti (11, inclusi i turni preliminari, a pari merito con Firmino) segnate da un calciatore Reds in una singola edizione di Champions League.[121]

## Palmarès

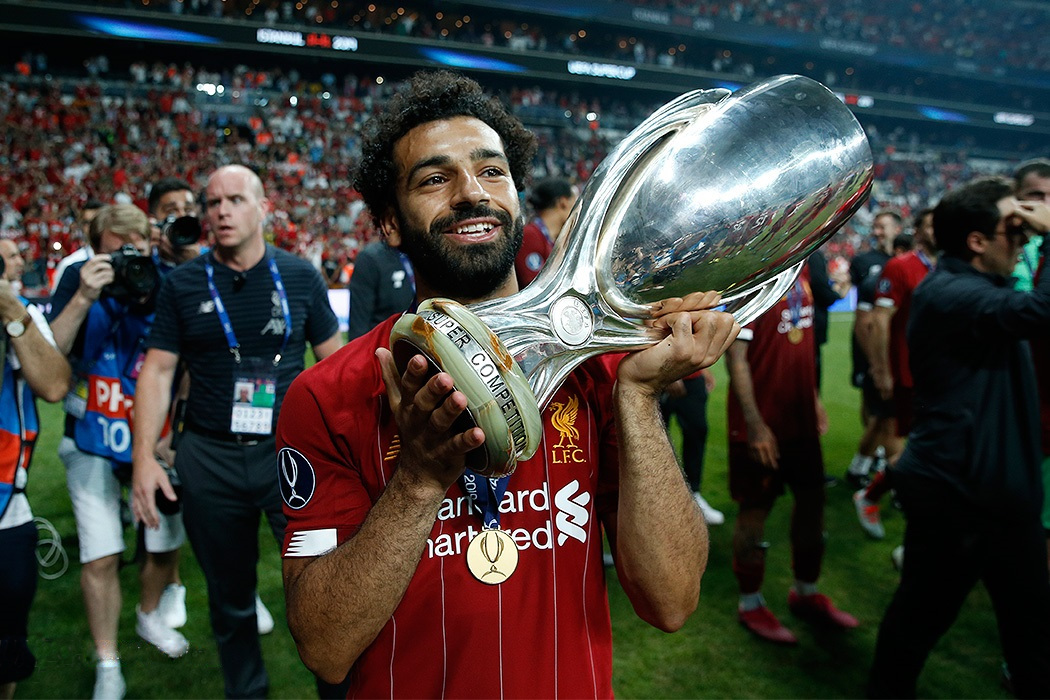
Salah con la Supercoppa UEFA 2019, vinta con il Liverpool

### Club

#### Competizioni nazionali
- Campionato svizzero: 2

Basilea: 2012-2013, 2013-2014
- Campionato inglese: 2

Liverpool: 2019-2020, 2024-2025
- Coppa di Lega inglese: 2

Liverpool: 2021-2022, 2023-2024
- Coppa d'Inghilterra: 1

Liverpool: 2021-2022
- Community Shield: 1

Liverpool: 2022

#### Competizioni internazionali
- UEFA Champions League: 1

Liverpool: 2018-2019
- Supercoppa UEFA: 1

Liverpool: 2019
- Coppa del mondo per club: 1

Liverpool: 2019

### Individuale
- CAF Awards: 2

Miglior promessa dell'anno: 2012
Squadra ideale dell'anno: 2016
- Calciatore svizzero dell'anno: 1

Miglior giocatore della Super League: 2013
- Globe Soccer Awards: 1

Miglior giocatore arabo: 2016
- BBC African Footballer of the Year: 2

2017, 2018
- Calciatore africano dell'anno: 2

2017, 2018
- Miglior squadra della Coppa d'Africa: 1

2017
- Capocannoniere della Premier League: 4

2017-2018 (32 gol), 2018-2019 (22 gol, a pari merito con Pierre-Emerick Aubameyang e Sadio Mané), 2021-2022 (23 gol, a pari merito con Son Heung-Min, 2024-2025 (29 gol)
- FWA Footballer of the Year: 2

2017-2018, 2021-2022
- PFA Player of the Year: 3

2017-2018, 2021-2022, 2024-2025
- PFA Premier League Team of the Year: 4

2017-2018, 2020-2021, 2021-2022, 2024-2025
- ESM Team of the Year: 1

2017-2018
- Squadra della stagione della UEFA Champions League: 1

2017-2018
- FIFA Puskás Award: 1

2018 (10 dicembre 2017: Liverpool - Everton 1-1)
- Miglior giocatore della Coppa del mondo per club: 1

2019
- Squadre del torneo della Coppa d'Africa: 1

Camerun 2021
- Calciatore CAF del decennio 2011-2020 IFFHS: 1

2020
- Squadra maschile CAF del decennio 2011-2020 IFFHS: 1

2020
- Golden Foot: 1

2021
- Playmaker dell'anno della Premier League: 2

2021–22, 2024–25